# Episodi di Robert Montgomery Presents (terza stagione)
La terza stagione della serie televisiva Robert Montgomery - Storie antologiche (Robert Montgomery Presents) è andata in onda negli Stati Uniti dal 10 settembre 1951 al 25 agosto 1952 sulla NBC.
In Italia è stata trasmessa su Telecapri News dal 30 maggio al 26 agosto 2016 per gli episodi 1-13, mentre gli episodi 14-41 furono trasmessi dal 5 dicembre 2016 al 7 aprile 2017 alle 22:25 con un episodio quotidiano, ad eccezione di The Ringmaster, trasmesso sempre su Telecapri News il 21 aprile 2015 sempre alle 22:25.
| nº | Titolo originale                    | Prima TV USA      |
| -- | ----------------------------------- | ----------------- |
| 1  | Bubbles                             | 10 settembre 1951 |
| 2  | I Am Still Alive                    | 24 settembre 1951 |
| 3  | To Walk the Night                   | 8 ottobre 1951    |
| 4  | I Wouldn't Want to Be in Your Shoes | 22 ottobre 1951   |
| 5  | An Inspector Calls                  | 5 novembre 1951   |
| 6  | The Kimballs                        | 19 novembre 1951  |
| 7  | Top Secret                          | 3 dicembre 1951   |
| 8  | A Christmas Gift                    | 17 dicembre 1951  |
| 9  | Class of '67                        | 31 dicembre 1951  |
| 10 | The Farmer's Hotel                  | 7 gennaio 1952    |
| 11 | Cashel Byron's Profession           | 14 gennaio 1952   |
| 12 | The Tender Men                      | 21 gennaio 1952   |
| 13 | Eva? Caroline?                      | 28 gennaio 1952   |
| 14 | Rise Up and Walk                    | 4 febbraio 1952   |
| 15 | The Moonstone                       | 11 febbraio 1952  |
| 16 | Sheppey                             | 18 febbraio 1952  |
| 17 | Those in Favor                      | 25 febbraio 1952  |
| 18 | Happy Birthday, George              | 3 marzo 1952      |
| 19 | Guardian of the Clock               | 10 marzo 1952     |
| 20 | The Wall                            | 17 marzo 1952     |
| 21 | Claire Ambler                       | 24 marzo 1952     |
| 22 | See No Evil                         | 31 marzo 1952     |
| 23 | O Evening Star                      | 7 aprile 1952     |
| 24 | Operation Hitch-Hike                | 14 aprile 1952    |
| 25 | And Never Come Back                 | 21 aprile 1952    |
| 26 | The Truth About Blayds              | 28 aprile 1952    |
| 27 | The Lonely                          | 5 maggio 1952     |
| 28 | Lila, My Love                       | 12 maggio 1952    |
| 29 | The Longest Night                   | 19 maggio 1952    |
| 30 | The Ringmaster                      | 26 maggio 1952    |
| 31 | Candles for Theresa                 | 2 giugno 1952     |
| 32 | Penny                               | 9 giugno 1952     |
| 33 | Of Lena Geyer                       | 16 giugno 1952    |
| 34 | Til Next We Meet                    | 23 giugno 1952    |
| 35 | King of the Castle                  | 30 giugno 1952    |
| 36 | The Catbird Seat                    | 14 luglio 1952    |
| 37 | Advice to the Lovelorn              | 28 luglio 1952    |
| 38 | Mr. Dobie takes a Powder            | 4 agosto 1952     |
| 39 | Summer Story                        | 11 agosto 1952    |
| 40 | Stand-In Bride                      | 18 agosto 1952    |
| 41 | Nostradamus Beery                   | 25 agosto 1952    |

## Bubbles
- Diretto da:
- Scritto da:

### Trama
- Interpreti: Robert Montgomery (se stesso  - presentatore), Denise Alexander, Richard Derr, J. Pat O'Malley

## I Am Still Alive
- Diretto da:
- Scritto da:

### Trama
- Interpreti: Robert Montgomery (se stesso  - presentatore), Arthur Hanson, Hollis Irving, Audra Lindley, John McGovern, Judy Parrish, Donald Woods

## To Walk the Night
- Diretto da:
- Scritto da:

### Trama
- Interpreti: Robert Montgomery (se stesso  - presentatore), John Baragrey, Donald Briggs, Matt Briggs, Geraldine Fitzgerald, Alan MacAteer, Viola Roache, Frank Rowan

## I Wouldn't Want to Be in Your Shoes
- Diretto da:
- Scritto da:

### Trama
- Interpreti: Robert Montgomery (se stesso  - presentatore), Jack Arthur, Raymond Bramley, Ralph Hertz, George Kluge, James Millhollin, Katherine Squire, Vaughn Taylor, Harry Townes, Harry Worth

## An Inspector Calls
- Diretto da:
- Scritto da:

### Trama
- Interpreti: Robert Montgomery (se stesso  - presentatore), Faith Brook, Isobel Elsom, Herbert Marshall (ispettore Goole), Sarah Marshall, Jennifer Raine, Frederic Tozere

## The Kimballs
- Diretto da:
- Scritto da:

### Trama
- Interpreti: Robert Montgomery (se stesso  - presentatore), Vanessa Brown (Ann Kimball), Boris Karloff (Bennett Kimball), Pat Malone, Ruth Maynard, Louis Sorin, Richard Waring (Steve LaFarge)

## Top Secret
- Diretto da:
- Scritto da:

### Trama
- Interpreti: Robert Montgomery (Mr. Ward), Anthony Dawson, Edward Harvey (ambasciatore), Joseph Holland (Rex), Elizabeth Montgomery (Susan Ward), Patrick O'Neal (Brooks), Margaret Phillips (Maria Dorne), Thomas Phipps (se stesso - presentatore ospite), John Seymour, Reese Taylor (generale Connors), James J. Van Dyk (Edmond Gerry)

## A Christmas Gift
- Diretto da:
- Scritto da:

### Trama
- Interpreti: Robert Montgomery (se stesso  - presentatore), Jean-Pierre Aumont, Donald Briggs, Margaret Draper, Nina Varela

## Class of '67
- Diretto da:
- Scritto da:

### Trama
- Interpreti: Robert Montgomery (se stesso  - presentatore)

## The Farmer's Hotel
- Diretto da:
- Scritto da:

### Trama
- Interpreti: Robert Montgomery (se stesso  - presentatore), Thomas Mitchell

## Cashel Byron's Profession
- Diretto da:
- Scritto da:

### Trama
- Interpreti: Robert Montgomery (se stesso  - presentatore), Melville Cooper, Robert Coote, Charlton Heston (Cashel Bryon), June Lockhart (Lydia Carew)

## The Tender Men
- Diretto da:
- Scritto da:

### Trama
- Interpreti: Robert Montgomery (se stesso  - presentatore), Jean Gillespie, Skip Homeier, Anthony Ross

## Eva? Caroline?
- Diretto da:
- Scritto da:

### Trama
- Interpreti: Robert Montgomery (se stesso  - presentatore), Raymond Bramley, Richard Carlson, John Harvey, Jayne Meadows, Viola Roache, Frederick Worlock

## Rise Up and Walk
- Diretto da:
- Scritto da:

### Trama
- Interpreti: Robert Montgomery (se stesso  - presentatore), Lloyd Bridges, Kim Hunter, Dennis Parnell

## The Moonstone
- Diretto da:
- Scritto da:

### Trama
- Interpreti: Robert Montgomery (se stesso  - presentatore), Stella Andrew, Alexander Clark, Richard Greene, Noel Leslie

## Sheppey
- Diretto da:
- Scritto da:

### Trama
- Interpreti: Robert Montgomery (se stesso  - presentatore), Melville Cooper, Robert Coote, Geraldine Fitzgerald

## Those in Favor
- Diretto da:
- Scritto da:

### Trama
- Interpreti: Robert Montgomery (se stesso  - presentatore), Herbert Berghof, Martin Brandt, Robert Emhardt, Francois Grimard, Will Hussung, Kurt Katch, Stuart MacIntosh, Raymond Massey, Guy Sorel

## Happy Birthday, George
- Diretto da:
- Scritto da:

### Trama
- Interpreti: Robert Montgomery (se stesso  - presentatore), Wright King, Leslie Nielsen (George), Gaby Rodgers

## Guardian of the Clock
- Diretto da:
- Scritto da:

### Trama
- Interpreti: Robert Montgomery (se stesso  - presentatore), Jack Hartley, Helen Shields, Marcia Van Dyke

## The Wall
- Diretto da:
- Scritto da:

### Trama
- Interpreti: Robert Montgomery (se stesso  - presentatore), Joe Boland, Joan Chandler, Ann Dere, Douglass Montgomery, Ethel Remey, Nydia Westman, Perry Wilson, Jane Wyatt

## Claire Ambler
- Diretto da:
- Scritto da:

### Trama
- Interpreti: Robert Montgomery (se stesso  - presentatore), Anthony Dawson, Peggy Ann Garner (Claire Ambler), Margalo Gillmore, Gene Lyons, Alan Marshal, Margery Maude

## See No Evil
- Diretto da:
- Scritto da:

### Trama
- Interpreti: Robert Montgomery (se stesso  - presentatore), Tom Ewell, Betty Field

## O Evening Star
- Diretto da:
- Scritto da:

### Trama
- Interpreti: Robert Montgomery (se stesso  - presentatore), Fay Bainter, Robert H. Harris, Dennis Patrick, Gene Raymond, Anita Sharp-Bolster

## Operation Hitch-Hike
- Diretto da:
- Scritto da:

### Trama
- Interpreti: Robert Montgomery (se stesso  - presentatore), June Lockhart

## And Never Come Back
- Diretto da:
- Scritto da:

### Trama
- Interpreti: Robert Montgomery (se stesso  - presentatore), Mike Kellin, Audra Lindley, Teresa Wright

## The Truth About Blayds
- Diretto da:
- Scritto da:

### Trama
- Interpreti: Robert Cummings (se stesso - presentatore ospite), Leslie Barrie, Romney Brent, Isobel Elsom, Anna Lee

## The Lonely
- Diretto da:
- Scritto da:

### Trama
- Interpreti: Robert Montgomery (se stesso  - presentatore), Leueen MacGrath, Dorothy Peterson, William Podmore, John Seymour, Robert Sterling

## Lila, My Love
- Diretto da:
- Scritto da:

### Trama
- Interpreti: Robert Montgomery (se stesso  - presentatore), Robert Cummings, Gaby Rodgers

## The Longest Night
- Diretto da:
- Scritto da:

### Trama
- Interpreti: Robert Montgomery (se stesso  - presentatore), Joan Caulfield (Kaye Burns), Eva Condon, Alice Frost, John Newland (David Brooke), Chet Stratton

## The Ringmaster
- Diretto da:
- Scritto da:

### Trama
- Interpreti: Robert Montgomery (se stesso  - presentatore), Vincent Price (Peter Hammond), Anna Lee (Ann Hammond), Robert Coote (George Amberwell), John Merivale (Julian West), Sarah Burton (Hilda), Adrienne Corri (Peggy Lancaster)

## Candles for Theresa
- Diretto da:
- Scritto da:

### Trama
- Interpreti: Robert Montgomery (se stesso  - presentatore), Nils Asther, Jacques Aubuchon, Marcel Hillaire, Grace Kelly (Therese), Cathleen Nesbitt, Robert Sterling (Richard Clyde)

## Penny
- Diretto da:
- Scritto da:

### Trama
- Interpreti: Robert Montgomery (se stesso  - presentatore), Walter Abel (Father), Wright King, Ann Seymour, Joanne Woodward (Penny)

## Of Lena Geyer
- Diretto da:
- Scritto da:

### Trama
- Interpreti: Robert Montgomery (se stesso  - presentatore), Mimi Benzell (Lena Geyer), Anthony Dawson, Michael Evans, Carl Frank, Cameron Prud'Homme

## Til Next We Meet
- Diretto da:
- Scritto da:

### Trama
- Interpreti: Robert Montgomery (se stesso  - presentatore), Barbara Britton, James Daly, Roland Winters

## King of the Castle
- Diretto da:
- Scritto da:

### Trama
- Interpreti: Robert Montgomery (se stesso  - presentatore), Leslie Barrie, Francis Compton, Melville Cooper, Robert Coote (Sir Archibald Bruern), Margaret Hayes (Herself), John Newland (se stesso), J. Pat O'Malley, Rex O'Malley, Anita Sharp-Bolster, Vaughn Taylor (se stesso), Frederick Worlock

## The Catbird Seat
- Diretto da:
- Scritto da:

### Trama
- Interpreti: Robert Montgomery (se stesso  - presentatore), Margaret Hayes, John Newland, Vaughn Taylor

## Advice to the Lovelorn
- Diretto da:
- Scritto da:

### Trama
- Interpreti: Robert Montgomery (se stesso  - presentatore), Margaret Hayes, John Newland, Vaughn Taylor

## Mr. Dobie takes a Powder
- Diretto da:
- Scritto da:

### Trama
- Interpreti: Robert Montgomery (se stesso  - presentatore), Joe Boland, Harrison Dowd, Marjorie Eaton, Margaret Hayes, Charles Jordan, Jack Lemmon, Harriet E. MacGibbon, Jimmy McMahon, John Newland, J. Pat O'Malley, Rock Rogers, Vaughn Taylor

## Summer Story
- Diretto da:
- Scritto da:

### Trama
- Interpreti: Robert Montgomery (se stesso  - presentatore), Margaret Hayes, John Newland, Vaughn Taylor

## Stand-In Bride
- Diretto da:
- Scritto da:

### Trama
- Interpreti: Robert Montgomery (se stesso  - presentatore), Margaret Hayes, John Newland, Vaughn Taylor

## Nostradamus Beery
- Diretto da:
- Scritto da:

### Trama
- Interpreti: Robert Montgomery (se stesso  - presentatore), Olive Blakeney (Abby Malloy), Glen Fowler (Deuce Toledo), Gavin Gordon (senatore Fraser), Margaret Hayes (Betty Roberts), Jason Johnson (Peters), Bernard Nedell (Ace Vernon), John Newland (Jim Carlson), Donald Symington (Fulton), Vaughn Taylor (Quincy Berry), Frank M. Thomas (senatore Hall)